# Ostodolepis
Ostodolepis is een geslacht van uitgestorven Microsauria binnen de familie Ostodolepidae. Het is bekend van de Arroyoformatie in Texas.

## Geschiedenis van de studie
Het holotype van Ostodolepis werd in 1909 ontdekt door de Amerikaanse paleontoloog Samuel Wendell Williston in Willsbarger County, Texas. Het werd formeel beschreven in 1913. Een tweede, completer exemplaar werd gerapporteerd door Case (1929), naar verluidt van dezelfde plaats als het holotype. Dit exemplaar is nu het holotype van Pelodosotis elongatum. Een derde exemplaar (BPI 3839) werd in 1965 verzameld door Kitching uit dezelfde plaats als het exemplaar van Case, maar wordt beschouwd als meer waarschijnlijk behorend tot Micraroter erythrogeios. 
De naam Ostodolepis brevispinatus is dus beperkt tot het holotype, dat momenteel wordt bewaard in het Field Museum of Natural History. Het heeft het inventarisnummer FM UR 680. De geslachtsnaam betekent 'verbeende schubben'. De soortaanduiding betekent 'met korte doornuitsteeksels'.

## Anatomie
Het holotype van Ostodolepis wordt alleen vertegenwoordigd door zeven wervels, wellicht de zevende tot en met de dertiende, en de bijbehorende ribben en schubben. Ze verschillen over het algemeen weinig van die van andere microsauriërs, behalve wat betreft de verhoudingen en een opvallende beennaad tussen de wervelboog en het centrum. Carroll & Gaskill (1978) rapporteerden een afwisseling, om en om, in hoogte van de doornuitsteeksels, die het onderscheidt van BPI 3839.

## Verwantschappen
De onvolledigheid van het holotype en het feit dat het waarschijnlijk niet diagnostisch is, sluit het testen van de verwantschappen van Ostodolepis in een fylogenetische matrix uit. Als typegenus van de familie Ostodolepidae is de plaatsing grotendeels gebaseerd op de gelijkenis in overlappende skeletgebieden met beter bekende Ostodolepidae als Pelodosotis.